# Збелсурд
Збелсурд или Звертурд (Zbelthiourdes, Zbelthourdos, Zbelsourdos, Zbeltiurdus, Svelsurdus, Zverthourdos, Ζβερθουρδω) е тракийски бог на небето, мълниите и дъжда, чието име е известно главно от епиграфски паметници. Единственото известно споменаване на този бог в античната литература е в реч на Цицерон, насочена против Пизон, където се споменава под името Jovi Vrii (Iuppiter Urius).
Тъй като няма достатъчно сведения, не е напълно ясно какъв е бил култът към него и в какво се е изразявало почитането му, както не са напълно ясни и функциите на този бог. Запазените изображения дават основание Збелсурд да се свърже и отъждестви с древногръцкия Зевс Гръмовержец - изобразяван е държащ мълния във вдигнатата си дясна ръка, а вдясно от него има орел с разперени криле. Предполага се, че името му може да означава „Мълниеносец“, „Гръмовержец“, тъй като не е сигурно дали Збелсурд е името на бога или само негов прякор-епитет.
Светилища на Збелсурд са открити край с. Големо село, Кюстендилска област, - в областта, населявана от тракийското племе дентелети, както и край с. Капитан Димитриево, Пазарджишка област. Негово изображение е открито в релеф от римския хълм Есквилин, където е изобразен заедно с Ямбадула – фигура с неясна същност.